# Ellipteroides (Progonomyia) acrissimus
Ellipteroides (Progonomyia) acrissimus is een tweevleugelige uit de familie steltmuggen (Limoniidae). De soort komt voor in het Neotropisch gebied.